# Schiacciatore-laterale

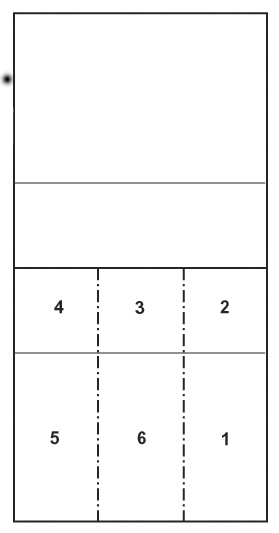
Zone del campo di gioco

Lo schiacciatore-laterale (detto anche "schiacciatore-ricevitore", "ala", "mano", "martello" o "banda") è un ruolo della pallavolo.

## Il ruolo e i suoi requisiti
È un ruolo impegnativo, perché richiede al giocatore sia di ricevere (anche quando è in prima linea) sia di attaccare. Per questo è richiesta una certa completezza tecnica nell'esecuzione dei fondamentali. Velocità, peso e potenza sono le componenti fisiche necessarie per la schiacciata.
Solitamente gli schiacciatori laterali tendono ad eccellere in uno soltanto dei due compiti principali cui sono preposti (attaccare e ricevere). Essendo rarissimi i giocatori in questo ruolo che riescono a essere molto efficaci sia in attacco sia in ricezione (come Goran Vujević e Samuele Papi), gli allenatori preferiscono solitamente schierare in campo un laterale "specializzato" in ricezione e uno specializzato in attacco. Soluzioni differenti, infatti, creerebbero uno squilibrio nel gioco. Un esempio abbastanza eloquente al riguardo, è la rara compresenza in nazionale di Cisolla e Zlatanov, due laterali specializzati nel fondamentale della schiacciata, ma carenti in ricezione. Se venissero schierati contemporaneamente ne guadagnerebbe senz'altro l'attacco, ma calerebbe il livello della ricezione, rendendo difficile il gioco sui centrali con conseguente perdita della varietà tattica in attacco. 
Le zone occupate dai giocatori di questo ruolo sono la zona 4 (quando il giocatore si trova in prima linea) e la zona 6 (quando è in seconda linea). Prima dell'introduzione del ruolo del "libero", il laterale in seconda linea stazionava in zona 5, mentre in zona 6 veniva schierato il centrale, che attaccava in pipe. Poiché il libero non può attaccare, quando è stato introdotto nelle regole di gioco, quasi tutte le squadre hanno spostato il libero (che solitamente occupa il posto del centrale) in zona 5 e il laterale in zona 6, per poter conservare l'attacco in pipe.